# Seznam poslanců Moravského zemského sněmu (1861–1867)
Toto je seznam poslanců Moravského zemského sněmu ve volebním období 1861–1867.
| Jméno                          | Kurie               | Volební obvod                                 | Strana                   | Poznámka                                                                             |
| ------------------------------ | ------------------- | --------------------------------------------- | ------------------------ | ------------------------------------------------------------------------------------ |
| Adamczik Franz                 | měst                | Kyjov, Vyškov, Strážnice                      |                          |                                                                                      |
| Belcredi Egbert                | velkostatkářská     | II. sbor                                      | konz. velkostatkář       |                                                                                      |
| Belrupt-Tissac Gustav          | velkostatkářská     | II. sbor                                      |                          |                                                                                      |
| Bílý Jan                       | venkovských obcí    | Brno, Tišnov, Ivančice                        |                          |                                                                                      |
| Bláha František                | venkovských obcí    | Jihlava, Vel. Meziříčí, Třebíč                |                          | zvolen 13. 11. 1866                                                                  |
| Böhm Eduard                    | měst                | Libavá, Beroun, Budišov                       |                          |                                                                                      |
| Braida Evžen                   | velkostatkářská     | II. sbor                                      |                          |                                                                                      |
| Brandl Vincenc                 | měst                | Nové Město, Žďár, Bystřice n. P., Velká Bíteš |                          | zvolen 15. 11. 1865                                                                  |
| Bunk Franz                     | měst                | Mor. Ostrava, Místek, Brušperk                |                          | rezignoval 1863                                                                      |
| Buršík Vojtěch                 | venkovských obcí    | Jihlava, Vel. Meziříčí, Třebíč                |                          | rezignoval 1866                                                                      |
| Czibulka Josef                 | měst                | Boskovice, Jevíčko, Konice, Tišnov            |                          | rezignoval 1866                                                                      |
| Čelechovský Jakub              | venkovských obcí    | Olomouc, Prostějov, Plumlov                   |                          | rezignoval 22. 12. 1866                                                              |
| Daněk Jan                      | venkovských obcí    | Brno, Tišnov, Ivančice                        |                          | zemřel 18. 6. 1862                                                                   |
| Dubský Adolf z Třebomyslic     | velkostatkářská     | II. sbor                                      |                          | zvolen 22. 11. 1865                                                                  |
| Dubský Emanuel z Třebomyslic   | velkostatkářská     | II. sbor                                      |                          |                                                                                      |
| Dvořáček Jan                   | venkovských obcí    | Olomouc, Prostějov, Plumlov                   |                          | zemřel 31. 3. 1865                                                                   |
| Eichhoff Josef von             | velkostatkářská     | II. sbor                                      |                          |                                                                                      |
| Frank Ferdinand                | venkovských obcí    | Osoblaha a moravské enklávy                   |                          | rezignoval 22. 12. 1866                                                              |
| Fritz Leopold                  | venkovských obcí    | Jihlava, Vel. Meziříčí, Třebíč                | staročech                | rezignoval 1862                                                                      |
| Fundulus Carl                  | měst                | Třebíč, Velké Meziříčí                        |                          | rezignoval 1865                                                                      |
| z Fürstenberka Bedřich         | virilista           | olomoucký arcibiskup                          | konz. velkostatkář       |                                                                                      |
| Fürstenberg Arnošt Egon        | velkostatkářská     | I. sbor                                       | konz. velkostatkář       | zvolen 1. 3. 1864                                                                    |
| Fux Johann                     | venkovských obcí    | Znojmo, Vranov, Mor. Budějovice               | pokrokář                 | zvolen 13. 11. 1866                                                                  |
| Girziczek Franz                | měst                | Hranice, Lipník, Kelč                         |                          |                                                                                      |
| Giskra Karl                    | měst                | Brno (II. okres)                              |                          |                                                                                      |
| Glasner Anton                  | měst                | Znojmo                                        | pokrokář                 |                                                                                      |
| Gomperz Julius                 | obch. a živn. komor | brněnská komora                               | pokrokář                 |                                                                                      |
| Heidler Ferdinand              | měst                | Dačice, Telč, Slavonice, Jemnice              |                          |                                                                                      |
| Helcelet Jan                   | venkovských obcí    | Dačice, Telč, Jemnice                         | staročech                |                                                                                      |
| Herring Ernst Johann           | obch. a živn. komor | brněnská komora                               |                          |                                                                                      |
| Heřmanský František            | venkovských obcí    | Místek, Mor. Ostrava, Frenštát                |                          | rezignoval 1865                                                                      |
| Honrichs Kuno                  | velkostatkářská     | II. sbor                                      | ústavověrný velkostatkář | zvolen 22. 11. 1865                                                                  |
| Hopfen Franz von               | velkostatkářská     | II. sbor                                      |                          |                                                                                      |
| Horecký Ludvík                 | měst                | Holešov, Hulín, Vsetín, Val. Meziříčí         | staročech                |                                                                                      |
| Hubík Josef                    | venkovských obcí    | Kroměříž, Kojetín, Přerov, Zdounky            |                          |                                                                                      |
| Chlumecký Johann von           | velkostatkářká      | II. sbor                                      | ústavověrný velkostatkář | zvolen 22. 11. 1865                                                                  |
| Chlumecký Petr von             | velkostatkářská     | II. sbor                                      |                          | zemřel 28. 3. 1863                                                                   |
| Chmelař Jan                    | měst                | Prostějov                                     | staročech                | zvolen 22. 12. 1865                                                                  |
| Chorinský Bedřich              | velkostatkářská     | II. sbor                                      | konz. velkostatkář       | zemřel 6. 11. 1861                                                                   |
| Illek Moritz                   | měst                | Unčov, Rýmařov                                | pokrokář                 | zvolen 16. 11. 1865                                                                  |
| Izák Jan                       | venkovských obcí    | Litovel, Unčov, Konice                        |                          |                                                                                      |
| Jurajda Michal                 | venkovských obcí    | Val. Meziříčí, Rožnov, Vsetín                 |                          |                                                                                      |
| Kalivoda Jan                   | velkostatkářská     | II. sbor                                      |                          |                                                                                      |
| Kallus Rudolf                  | venkovských obcí    | Mor. Ostrava, Místek, Frenštát                |                          | zvolen 18. 1. 1866                                                                   |
| Kaufmann Ferdinand             | měst                | Unčov, Rýmařov                                |                          | rezignoval 1865                                                                      |
| Kindermann Franz               | venkovských obcí    | Šternberk, Rýmařov                            |                          | rezignoval 1863                                                                      |
| Kinský Eugen                   | velkostatkářská     | II. sbor                                      |                          |                                                                                      |
| Klein von Wiesenberg Albert    | velkostatkářská     | II. sbor                                      |                          |                                                                                      |
| Kleveta Alois                  | venkovských obcí    | Vyškov, Bučovice, Slavkov                     |                          |                                                                                      |
| Kober Emil                     | měst                | Nový Jičín, Štramberk                         |                          | zvolen 26. 11. 1866                                                                  |
| Koller Václav                  | venkovských obcí    | Uh. Brod, Klobouky, Vizovice                  |                          | zvolen 20. 11. 1862, zemřel 23. 1. 1865                                              |
| Konvalina Jiří                 | venkovských obcí    | Znojmo, Vranov, Mor. Budějovice               | český federalista        | zemřel 22. 9. 1866                                                                   |
| Kornyšl Josef Eduard           | venkovských obcí    | Hustopeče, Břeclav, Židlochovice atd.         |                          | zvolen 13. 11. 1866                                                                  |
| Kostelník Valentin             | měst                | Příbor, Fulnek, Frenštát                      |                          |                                                                                      |
| z Kounic Albrecht              | velkostatkářská     | I. sbor                                       |                          |                                                                                      |
| Krejčí Jan                     | měst                | Třebíč, Vel. Meziříčí                         | staročech                | zvolen 21. 11. 1865                                                                  |
| Lahner Johann                  | měst                | Mikulov                                       |                          |                                                                                      |
| Lachnit Jan                    | venkovských obcí    | Olomouc, Prostějov, Plumlov                   |                          | zvolen 15. 11. 1865                                                                  |
| Laudon Ernst                   | velkostatkářská     | I. sbor                                       |                          | zvolen 7. 1. 1863                                                                    |
| Lausch Josef                   | venkovských obcí    | Hustopeč, Břeclav, Židlochovice atd.          |                          | rezignoval 1866                                                                      |
| Lederer Karl                   | venkovských obcí    | Mikulov, Jaroslavice                          |                          |                                                                                      |
| Mandelblüh Franz               | měst                | Olomouc                                       |                          |                                                                                      |
| Mathon František               | venkovských obcí    | Brno, Tišnov, Ivančice                        |                          | zvolen 26. 11. 1862                                                                  |
| Matyáš Karel                   | venkovských obcí    | Uh. Brod, Val. Klobouky, Vizovice             |                          | rezignoval 1862                                                                      |
| Mazzuchelli Johann             | velkostatkářská     | II. sbor                                      |                          | rezignoval 22. 11. 1865                                                              |
| Mensdorf Pouilly Alfons        | velkostatkářská     | II. sbor                                      |                          |                                                                                      |
| Mezník Antonín                 | venkovských obcí    | Jihlava, Vel. Meziříčí, Třebíč                | staročech                | zvolen 9. 12. 1862                                                                   |
| Mitrovský Vladimír             | velkostatkářská     | II. sbor                                      |                          |                                                                                      |
| Müller Ignaz                   | venkovských obcí    | Šumperk, Staré Město, Vízenberk               | ústavák                  | zvolen 21. 11. 1865                                                                  |
| Napp Cyril                     | velkostatkářská     | II. sbor                                      | konz. velkostatkář       |                                                                                      |
| Neumeister Oswald              | měst                | Mor. Třebová, Svitavy, Březová                |                          |                                                                                      |
| Nimptsch Karel                 | velkostatkářská     | I. sbor                                       |                          | rezignoval 1862                                                                      |
| Oberleithner Eduard            | venkovských obcí    | Šumperk, Wiesenberk, Staré Město              |                          | rezignoval 1865                                                                      |
| Oberleithner Karl              | obch. a živn. komor | olomoucká komora                              |                          |                                                                                      |
| Pavlík Martin                  | venkovských obcí    | Uh. Hradiště, Ostroh, Strážnice               | staročech                |                                                                                      |
| Pecháček Matěj                 | venkovských obcí    | Uh. Brod, Val. Klobouky, Vizovice             |                          | zvolen 6. 4. 1865                                                                    |
| Poche Adolf                    | venkovských obcí    | Krumlov, Náměšť, Hrotovice                    |                          |                                                                                      |
| Pražák Alois                   | venkovských obcí    | Boskovice, Blansko, Kunštát                   | staročech                |                                                                                      |
| Primavesi Paul Franz           | obch. a živn. komor | olomoucká komora                              |                          |                                                                                      |
| Proskowetz Emanuel von         | venkovských obcí    | Kroměříž, Kojetín, Přerov, Zdounky            |                          |                                                                                      |
| Příza Leopold                  | měst                | Boskovice, Jevíčko, Konice, Tišnov            | staročech                | zvolen 22. 11. 1866                                                                  |
| Putz Max z Rolsbergu           | velkostatkářská     | II. sbor                                      |                          |                                                                                      |
| Radnitzky Friedrich            | měst                | Uh. Brod, Vizovice, Klobouky, Zlín            |                          |                                                                                      |
| Ratzer Johann                  | měst                | Příbor, Fulnek, Frenštát                      |                          | zemřel 11. 11. 1863                                                                  |
| Rotter Richard                 | venkovských obcí    | Šternberk, Rýmařov, Dvorce                    |                          | zvolen 17. 12. 1863                                                                  |
| Rozehnal Bedřich               | měst                | Prostějov                                     |                          | Rezignoval v září 1864, pak rezignaci stáhl. V r. 1865 místo něj zvolen Jan Zajíček. |
| Ryger Anton                    | měst                | Kroměříž                                      |                          |                                                                                      |
| Salm-Reifferscheid Hugo        | velkostatkářská     | I. sbor                                       |                          |                                                                                      |
| Seilern-Aspang Josef           | velkostatkářská     | I. sbor                                       |                          | Zvolen 22. 11. 1865.                                                                 |
| Seilern-Aspang Karel Maxmilian | velkostatkářská     | I. sbor                                       |                          | zvolen 26. 1. 1863                                                                   |
| Serényi Alois                  | velkostatkářská     | II. sbor                                      | konz. velkostatkář       |                                                                                      |
| Serényi Gabriel                | velkostatkářská     | II. sbor                                      | konz. velkostatkář       |                                                                                      |
| Schaffgotsche Antonín Arnošt   | virilista           | brněnský biskup                               |                          |                                                                                      |
| Schaffgotsche Jan Josef        | velkostatkářská     | II. sbor                                      | konz. velkostatkář       |                                                                                      |
| Schenk Wilhelm                 | měst                | Nový Jičín, Štramberk                         |                          | rezignoval 1866                                                                      |
| Schindler z Kunewaldu Emil     | velkostatkářská     | II. sbor                                      | ústavověrný velkostatkář |                                                                                      |
| Schmidt Anton                  | obch. a živn. komor | olomoucká komora                              |                          | zvolen 25. 1. 1863                                                                   |
| Schneider Ferdinand            | měst                | Šumperk, Staré Město, Zábřeh                  |                          |                                                                                      |
| Schöbl Augustin                | měst                | Uh. Hradiště, Ostroh, Bzenec, Veselí          |                          |                                                                                      |
| Siegl Dominik                  | obch. a živn. komor | olomoucká komora                              |                          | zvolen 31. 10. 1866                                                                  |
| Sitka Jakob                    | měst                | Jihlava                                       |                          | zemřel 2. 9. 1863                                                                    |
| Skene Alfred                   | obch. a živn. komor | brněnská komora                               |                          |                                                                                      |
| Skopalík František             | venkovských obcí    | Holešov, Bystřice, Napajedla                  | staročech                |                                                                                      |
| Smita Alois Emanuel            | měst                | Uh. Brod, Vizovice, Klobouky, Zlín            | staročech                | zvolen 16. 11. 1866                                                                  |
| Stahl Josef                    | velkostatkářská     | II. sbor                                      |                          | zvolen 7. 1. 1863                                                                    |
| Steinbrecher Bruno             | měst                | Mohelnice, Loštice, Litovel, Huzová           |                          | zvolen 13. 11. 1866                                                                  |
| Sternbach Ferdinand            | velkostatkářská     | I. sbor                                       |                          | rezignoval 1863                                                                      |
| Stillfried Filip               | velkostatkářská     | II. sbor                                      |                          |                                                                                      |
| Stolz Dominik                  | venkovských obcí    | Zábřeh, Šilperk, Mohelnice                    |                          |                                                                                      |
| Straka Antonín                 | venkovských obcí    | Nové Město, Bystřice, Žďár                    | staročech                |                                                                                      |
| Strass Karl van der            | venkovských obcí    | Nový Jičín, Fulnek, Příbor                    |                          |                                                                                      |
| Streit Ignaz                   | měst                | Jihlava                                       |                          | zvolen 30. 11. 1863, rezignoval 1865                                                 |
| Sylva-Taroucca August          | velkostatkářská     | I. sbor                                       |                          | rezignoval 1865                                                                      |
| Stummer August                 | měst                | Krumlov, Ivančice, Mor. Budějovice atd.       |                          |                                                                                      |
| Sturm Eduard                   | měst                | Jihlava                                       |                          | zvolen 15. 11. 1865                                                                  |
| Szábel Balthasar von           | měst                | Šternberk                                     |                          |                                                                                      |
| Šírek Arnošt                   | velkostatkářská     | II. sbor                                      | konz. velkostatkář       | zvolen 1. 3. 1864                                                                    |
| Šrom František Alois           | venkovských obcí    | Hranice, Libavá, Lipnice                      |                          |                                                                                      |
| Štěpánek Josef                 | měst                | Nové Město, Žďár, Bystřice atd.               |                          | rezignoval 1865                                                                      |
| Tomanek Johann                 | měst                | Hustopeč, Hodonín, Slavkov, D. Kounice        |                          | zvolen 15. 12. 1863                                                                  |
| Ugarte Josef                   | velkostatkářská     | II. sbor                                      | konz. velkostatkář       | zemřel 27. 7. 1862                                                                   |
| Ulrich Eduard                  | měst                | Brno (I. okres)                               |                          |                                                                                      |
| Urbánek Ferdinand              | obch. a živn. komor | olomoucká komora                              |                          | rezignoval 1862                                                                      |
| Viktorin Franz                 | venkovských obcí    | Mor. Třebová, Svitavy, Jevíčko                |                          |                                                                                      |
| Vojkovský Karel z Vojkova      | velkostatkářská     | II. sbor                                      |                          | zvolen 17. 11. 1866                                                                  |
| Weber František                | venkovských obcí    | Kyjov, Hodonín, Žďánice                       | staročech                |                                                                                      |
| Weeger Emil                    | měst (IV. okres)    | Brno                                          | pokrokář                 |                                                                                      |
| Wenzliczke August              | měst                | Brno (III. okres)                             |                          |                                                                                      |
| Widmann Adalbert               | velkostatkářská     | II. sbor                                      |                          |                                                                                      |
| Widmann Anton                  | velkostatkářská     | II. sbor                                      | konz. velkostatkář       | zemřel 10. 9. 1866                                                                   |
| Wrbna-Freudenthal Rudolf Eugen | velkostatkářská     | II. sbor                                      |                          |                                                                                      |
| Wurm Ignát                     | měst                | Přerov, Kojetín, Tovačov                      | staročech                |                                                                                      |
| Wurm Josef                     | venkovských obcí    | Hustopeč, Klobouky, Břeclav atd.              |                          |                                                                                      |
| Zajíček Jan                    | měst                | Prostějov                                     |                          | zvolen 8. 11. 1865                                                                   |
| Zástěra Václav                 | měst                | Mohelnice, Loštice, Litovel, Úsov             |                          | Zemřel 5. 3. 1866.                                                                   |
| Zwierzina Hermann              | měst                | Mor. Ostrava, Místek, Brušberk                |                          |                                                                                      |